# Festivalul Internațional de Film de la Valladolid

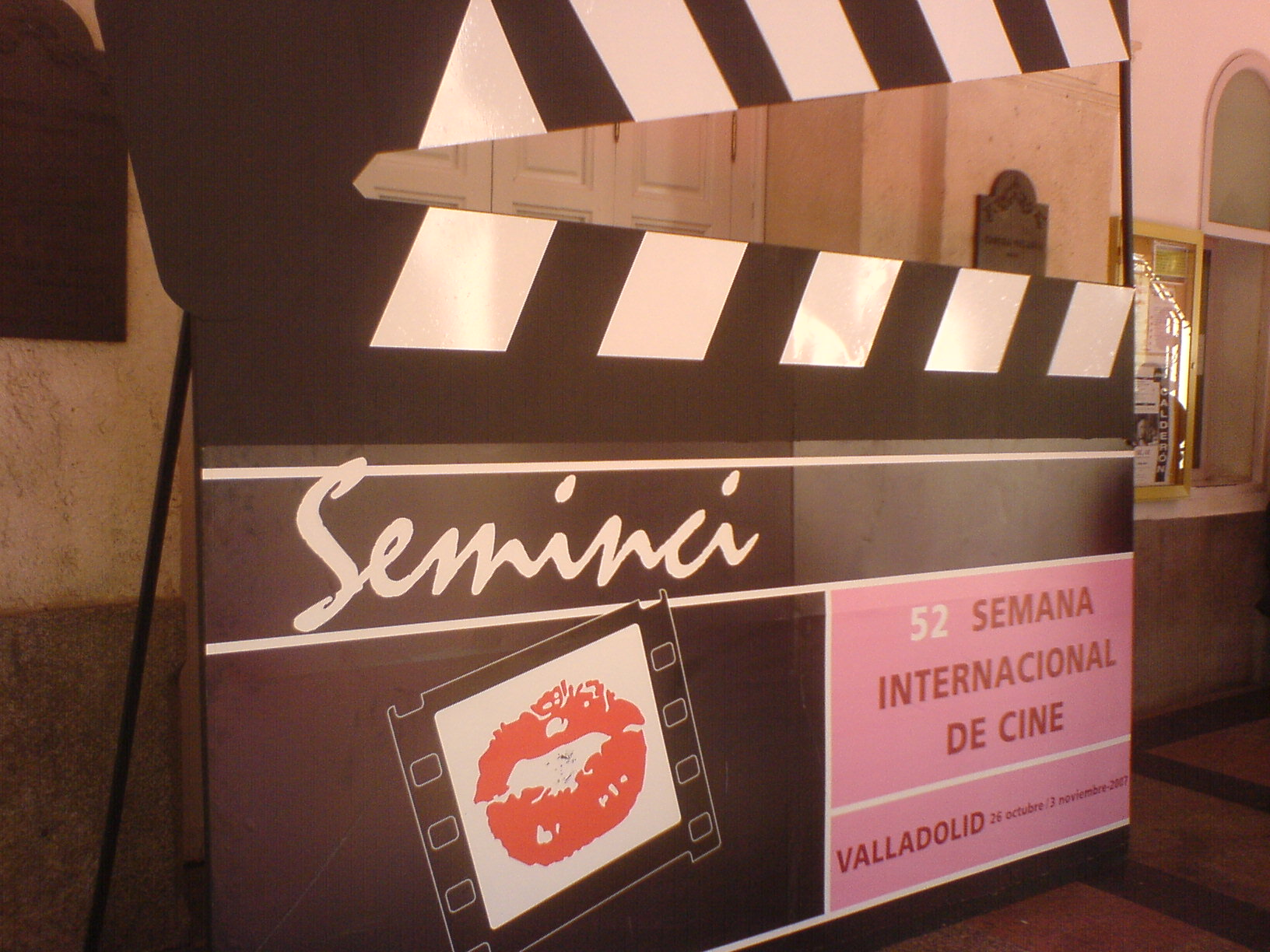
Clacheta de la SEMINCI la intrarea în Teatre Calderón.

Festivalul Internațional de Film de la Valladolid (în spaniolă Semana Internacional de Cine de Valladolid, în română Săptămâna Internațională a Filmului din Valladolid), cunoscută și sub acronimul Seminci sau la nivel internațional sub denumirea de Valladolid International Film Festival, este un festival de film care are loc anual în orașul Valladolid din 1956.

## Istoric
Festivalul a luat ființă la 20 martie 1956 cu denumirea de Semana de Cine Religioso de Valladolid, în cadrul sărbătorilor de Săptămâna Mare, considerând cinematograful ca mijloc de transmitere a valorilor morale catolice.
Având în vedere numărul limitat de filme cu tematică religioasă disponibile, în 1960 evenimentul și-a schimbat numele în Semana Internacional de Cine Religioso y de Valores Humanos și a deschis programul pentru filme serioase cu teme sociale. În 1973, caracteristica religioasă a festivalului a fost abandonată, adoptând denumirea definitivă de Semana Internacional de Cine de Valladolid.

## Filme
Câteva filme notabile care au fost proiectate la Seminci sunt:
- 1960 A șaptea pecete (Det sjunde inseglet), regia Ingmar Bergman
- 1961 Izvorul fecioarei (Jungfrukallan), regia Ingmar Bergman
- 1970 Copilul sălbatic (L'enfant sauvage), regia François Truffaut
- 1975 Portocala mecanică (A Clockwork Orange), regia Stanley Kubrick
- 1975 Prima pagină (The Front Page), regia Billy Wilder
- 1975 Drumul spre Sugarland de Steven Spielberg)
- 1976 Zbor deasupra unui cuib de cuci de Milos Forman)
- 1991 Thelma și Louise de Ridley Scott)
- 1998 My Name is Joe de Ken Loach)

## Secțiuni
Edițiile recente ale Seminci sunt formate din secțiunile oficiale (cinematografie actuală, cu lungmetraje și scurtmetraje care pot intra sau nu în competiție), Loc de întâlnire (cinema de ficțiune care se remarcă prin tema sau stilul său), timp istoric (documentar, cinema despre momente sau procese istorice), Castilia și León pe scurt (lucrări regizate de castellano-leonezi sau filmate în acea comunitate), Castilia și León pe larg și cicluri despre cineaști, genuri, stiluri, școli și cinematografie națională.
Teatrul Calderón este locul principal al evenimentului și găzduiește ceremoniile de deschidere, de închidere și de premiere, precum și mai multe proiecții ale secțiunii oficiale. Restul proiecțiilor și secțiunilor au loc în diferite cinematografe și teatre din oraș.

## Premii

Espiga de oro trofeul maxim de la Seminci

Primele două ediții ale Seminci (1956 și 1957) au fost necompetitive, în timp ce în 1958 a fost introdus premiul Don Bosco, însoțit de Mențiune specială, care în anul următor au fost înlocuite, de premiul Lábaro și premiul Ciudad de Valladolid. În următoarele două ediții au fost introduse alte premii, Espiga și San Gregorio.

## Ediții
Pentru o listă cu filmele câștigătoare ale premiului Spicul de Aur în fiecare ediție vedeți Espiga de Oro.